# 한국화학연구원
한국화학연구원(韓國化學硏究院, Korea Research Institute of Chemical Technology, KRICT)은 화학 및 관련 융·복합 기술분야의 연구개발과 공공인프라 서비스를 수행하는 연구기관이다. 국가과학기술연구회 소관이며 1976년 설립되었다. 소재지는 대전광역시 유성구 가정로 141이다.

## 업무분야
- 친환경 화학공정기술 연구개발
- 화학소재 연구개발
- 신물질 창출 연구개발
- 화학기반 융·복합기술 연구개발

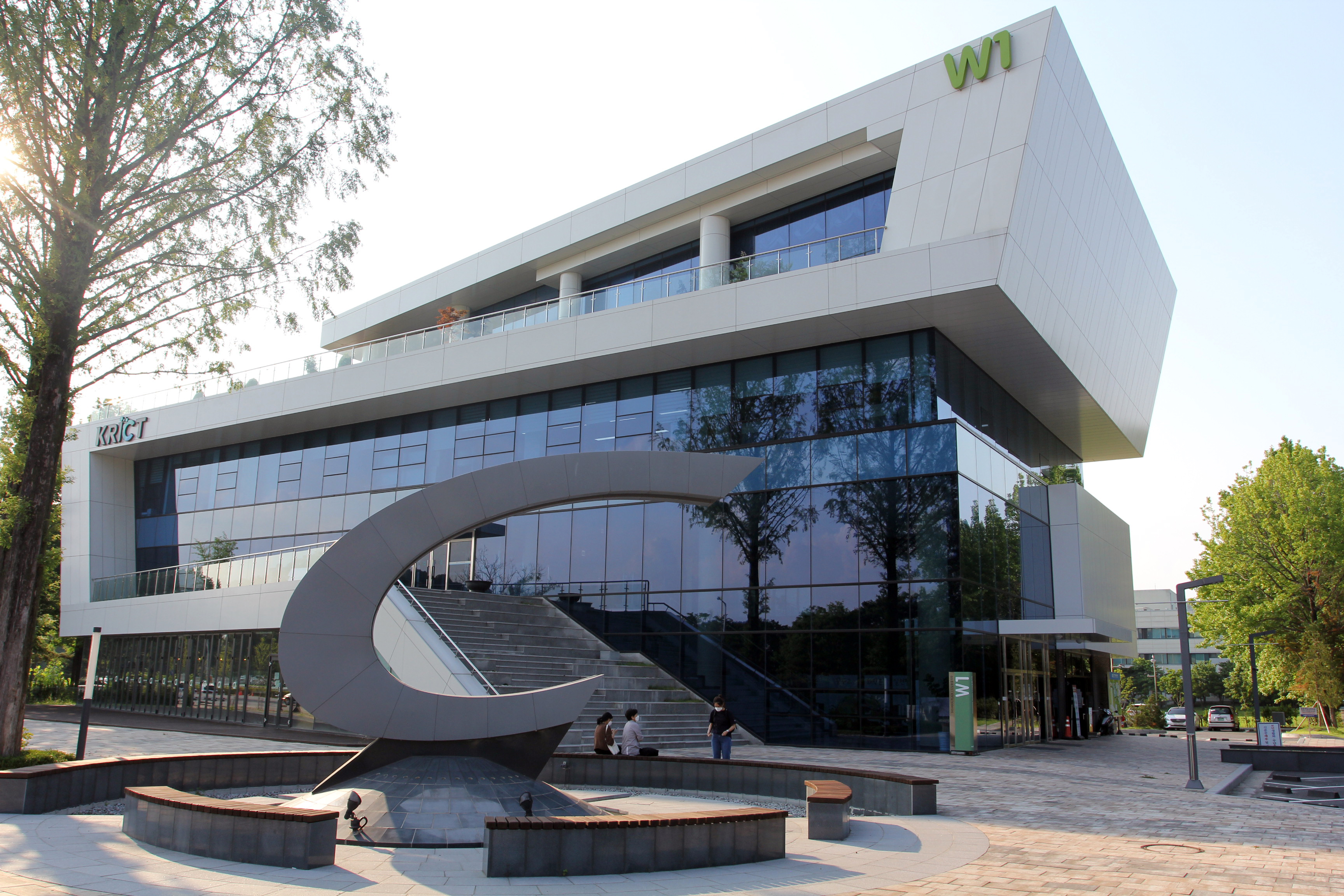
한국화학연구원

- 화학 관련 안전·분석·평가·표준화·인증 및 화합물·정보 제공 등을 위한 공공인프라 구축 및 운영
- 정부, 민간, 법인, 단체 등과 연구개발 협력 및 기술용역 수탁·위탁
- 중소·중견기업 등 관련 산업계 협력·지원과 기술사업화
- 주요 임무 분야의 전문인력 양성 및 관련 기술정책 수립 지원
- 위 각호의 부대사업 및 기타 연구원의 목적달성을 위하여 필요한 사업

## 연혁
- 1976. 09 재단법인 한국화학연구소 설립
- 1999. 01 국무총리실 산하 산업기술연구회로 소속 변경
- 2000. 03 한국화합물은행 개관
- 2001. 01 한국화학연구원으로 명칭 변경
- 2002. 01 부설 안전성평가연구소 설치
- 2011. 05 한국화학연구원-충남대학교 신약전문대학원 설립
- 2012. 03 울산 신화학실용화연구센터(現. 정밀화학연구센터) 개소
- 2014. 06 미래창조과학부(現. 과학기술정보통신부) 산하 국가과학기술연구회로 소속 변경
- 2016. 03 울산 바이오화학실용화센터(現. 바이오화학연구센터) 개소
- 2016. 09 한국화학연구원 설립 40주년
- 2017. 07 과학기술정보통신부 산하 국가과학기술연구회로 소속 변경
- 2023. 12 여수 탄소중립화학공정실증센터 개소

## 조직

### 원장
- 감사부
  - 윤리경영실
- 국가전략기술추친단
  - 전략기술정책센터
  - 탄소중립전략센터

- KRICT 스쿨
- LCP 융합연구단
- 대외협력실
- 부설 안전성평가연구소
- Matrix 조직
  - 한국화합물은행
  - DEL기술연구단

### 부원장
- 화학공정연구본부
  - 그린탄소연구센터
  - CO2에너지연구센터
  - 수소C1가스연구센터
  - 저탄소석유화학연구센터
  - 화학공정솔루션연구센터
  - 탄소중립화학공정실증센터
    - 여수행정운영팀
- 화학소재연구본부
  - 박막재료연구센터
  - 고기능고분자연구센터
  - 계면재료화학공정연구센터
  - 에너지융합소재연구센터
  - 수소에너지연구센터
- 의약바이오연구본부
  - 희귀질환치료기술연구센터
  - 신약정보기술연구센터
  - 감염병치료기술연구센터
  - 감염병예방진단기술연구센터
  - 친환경신물질연구센터
  - 감염병기술전략센터
- 정밀·바이오화학연구본부
  - 정밀화학연구센터
  - 바이오화학연구센터
  - 화학산업기술지원센터
  - 울산행정운영실
- 화학플랫폼연구본부
  - 화학데이터기반연구센터
  - 의약정보플랫폼센터
  - 화학소재솔루션센터
  - 화학분석센터
  - 신뢰성평가센터
- 연구전략본부
  - 연구기획실
  - 연구조정실
  - 중소기업지원실
  - 기술사업화실
  - 글로벌협력실
- 경영기획본부
  - 경영기획실
  - 예산운영실
  - 사업관리실
  - 재무회계실
  - 전산운영실
- 행정관리본부
  - 총무복지실
  - 인재개발실
  - 구매자산실
  - 시설관리실
  - 안전보건실